# DLC Quest
DLC Quest est un jeu vidéo satirique de plates-formes développé et édité par Going Loud Studios, sorti en 2011 sur Xbox 360 via le Xbox Live Indie Games. Il critique la pratique abusive des contenus téléchargeables payants. Le jeu est sorti le 18 mars 2013 sur Mac et PC,.

## Système de jeu
DLC Quest est un jeu de plateforme où le joueur contrôle un héros ayant pour but de retrouver sa princesse. Au début du jeu, le protagoniste ne peut alors se déplacer que vers la droite. Toutefois, notre héros va rapidement rencontrer plusieurs vendeurs de DLC lui permettant d’acquérir de nouvelles capacités comme se déplacer à gauche, sauter, mettre pause, etc. Ainsi, le joueur sera amené à récupérer un maximum de pièces tout au long de son aventure afin de pouvoir s'acheter régulièrement de nouveaux DLC et ainsi progresser dans le jeu.

## Accueil
- Destructoid : 7,5/10[4]
- Rock, Paper, Shotgun : « [...] il n'y aucune bonne raison de ne pas acheter ce jeu. » (John Walker)[5]